# Antoine Gaudino
Pour les articles homonymes, voir Gaudino.
Antoine Gaudino est un inspecteur de police et juriste français né en 1944 au Maroc. Il est particulièrement connu du public pour avoir été à l'origine de l'affaire Urba.

## Biographie
Antoine Gaudino naît de parents d'origine italienne.
En 1946, sa mère meurt, et il est envoyé dans un orphelinat, où il est éduqué par les Sœurs.
Plus tard, acquérant la nationalité française, il s'engage dans l'Aéronavale où il passe 17 ans et acquiert un brevet d'électronicien ainsi qu'un DESS d'économie grâce aux cours du soir du Conservatoire national des arts et métiers.
En 1977, à l'âge de 33 ans, il entre dans la police et est nommé à la brigade financière de la Police judiciaire de Lyon. Très rapidement, l'inspecteur Gaudino dénonce les faux frais de mission, lesquels permettaient à la hiérarchie d'améliorer discrétionnairement le salaire de certains fonctionnaires en obtenant le remboursement de frais d'enquêtes pas toujours effectuées. Cette pratique aussi illégale que répandue était alors la norme et permettait de gratifier plus largement des fonctionnaires bien en cour. Par ailleurs, si dans nombre de services, les enveloppes correspondaient plus ou moins à un train obligé de dépenses (notamment lors de commissions rogatoires effectuées extra-régionalement), la répartition ultérieure tenait compte des grades et, partant, défavorisait les échelons inférieurs (pourtant dotés des mêmes appétits et utilisant les mêmes pompes à essence…).
Dans les années 1990, sa hiérarchie tentera, malgré le soutien du magistrat instructeur, de le dessaisir du dossier de l'affaire Urba, intéressant le financement du parti socialiste. Il publiera l'ouvrage L'enquête impossible, ce qui lui vaudra d'être, à la demande de sa hiérarchie et de Philippe Marchand, alors ministre de l'Intérieur, révoqué en mars 1991.
En 1992, une ancienne compagne de Gaudino demandera à celui-ci qu'il rembourse une somme de 166 000 francs qu'elle lui avait prêtée. Or Gaudino dira (sans apporter cependant de preuves) qu'il s'agissait d'un complot de Philippe Marchand (ministre de l'intérieur), à cause de son combat contre Bernard Tapie.
Réhabilité en 1994, il choisit de continuer à diriger le cabinet d'investigation et d'audit financiers fondé après son départ contraint de la police. Cette société a notamment eu pour clients des noms connus de la finance, des comités d'entreprise et certaines associations.
Antoine Gaudino a conté son parcours ainsi que pressions et immixions diverses rencontrées dans deux livres-plaidoyers pour l'indépendance de la justice : L'enquête impossible et Le procès impossible. Il a, dans la même veine, publié en 1995, La Mafia des tribunaux de commerce,.

## Ouvrages
- L'Enquête impossible, Albin Michel, 1990
- Le Procès impossible, Albin Michel, 1992
- La Mafia des tribunaux de commerce, Albin Michel, 1998